# Lac à Paul
Lac à Paul är en sjö i Kanada.   Den ligger i regionen Saguenay–Lac-Saint-Jean och provinsen Québec, i den östra delen av landet, 600 km nordost om huvudstaden Ottawa. Lac à Paul ligger 401 meter över havet. Arean är 13,1 kvadratkilometer. Den sträcker sig 4,6 kilometer i nord-sydlig riktning, och 6,1 kilometer i öst-västlig riktning.
Trakten runt Lac à Paul är nära nog obefolkad, med mindre än två invånare per kvadratkilometer.